# Arachniodes miqueliana
Arachniodes miqueliana là một loài dương xỉ thuộc họ Dryopteridaceae. Loài này được Ohwi mô tả khoa học năm 1962.